# Ленапи Хајтс (Пенсилванија)
Ленапи Хајтс (енгл. Lenape Heights) насељено је место без административног статуса у америчкој савезној држави Пенсилванија.

## Демографија
По попису из 2010. године број становника је 1.167, што је 45 (-3,7%) становника мање него 2000. године.
| Група             | 2000.         | 2010.         |
| Белци             | 1.194 (98,5%) | 1.154 (98,9%) |
| Афроамериканци    | 3 (0,2%)      | 6 (0,5%)      |
| Азијати           | 0 (0,0%)      | 3 (0,3%)      |
| Хиспаноамериканци | 5 (0,4%)      | 1 (0,1%)      |
| Укупно            | 1.212         | 1.167         |